# Lijst van rijksmonumenten in Heeswijk-Dinther
De plaats Heeswijk-Dinther telt 48 inschrijvingen in het rijksmonumentenregister. Hieronder een overzicht.

## Heeswijk
Het dorp Heeswijk telt 35 inschrijvingen in het rijksmonumentenregister.
| Object                                                                                               | Oorspronkelijke functie?  | Bouwjaar                          | Architect        | Locatie                | Coördinaten?                  | Nr.?   | Afbeelding                        |
| --- | ------------------------- | --------------------------------- | ---------------- | ---------------------- | ----------------------------- | ------ | --------------------------------- |
| Abdij van Berne: speelhuis of Slotje                                                                 | Klooster, kloosteronderdl |                                   |                  | Abdijstraat 49         | 51° 39' 17" NB, 5° 28' 20" OL | 21276  | Meer afbeeldingen                 |
| Sint-Willibrorduskerk, vanwege een klok in toren                                                     | Vanwege onderdelen kerk   |                                   | Petit en Fritsen | Hoofdstraat 80         | 51° 39' 6" NB, 5° 28' 3" OL   | 21277  | Meer afbeeldingen                 |
| Dorpswoning onder rieten wolfsdak                                                                    | Woonhuis                  | 19e eeuw                          |                  | Hoofdstraat 101        | 51° 39' 10" NB, 5° 27' 39" OL | 21278  | Dorpswoning onder rieten wolfsdak |
| Boerderij onder met riet en pannen gedekt wolfdak                                                    | Boerderij                 | eerste helft 19e eeuw             |                  | Meerstraat 28          | 51° 39' 56" NB, 5° 28' 29" OL | 21286  | Meer afbeeldingen                 |
| Heeswijk: hoofdgebouw                                                                                | Kasteel, buitenplaats     | 12e eeuw                          |                  | Kasteel 4              | 51° 39' 21" NB, 5° 26' 29" OL | 511894 | Meer afbeeldingen                 |
| Heeswijk: historisch tuin- en parkaanleg                                                             | Tuin, park en plantsoen   | 1900-1940                         |                  | Kasteel bij 4          | 51° 39' 21" NB, 5° 26' 28" OL | 511896 | Meer afbeeldingen                 |
| Heeswijk: woning van de pootmeester                                                                  | Bijgebouwen kastelen enz. | ca. 1880                          |                  | Kasteel 2              | 51° 39' 21" NB, 5° 26' 19" OL | 511897 | Meer afbeeldingen                 |
| Heeswijk: jachthuis met woning aan de rechterzijde van de oprijlaan tussen Gouverneursweg en kasteel | Bijgebouwen kastelen enz. | ca. 1880                          |                  | Kasteel 1              | 51° 39' 25" NB, 5° 26' 23" OL | 511898 | Meer afbeeldingen                 |
| Heeswijk: kas in moestuin                                                                            | Tuin, park en plantsoen   | 1850-1900                         |                  | Kasteel bij 4          | 51° 39' 23" NB, 5° 26' 22" OL | 511899 | Meer afbeeldingen                 |
| Heeswijk: oostelijke toegang tot het weiland met de kas (voormalige moestuin)                        | Tuin, park en plantsoen   | 1850-1900                         |                  | Kasteel bij 4          | 51° 39' 22" NB, 5° 26' 24" OL | 511900 | Meer afbeeldingen                 |
| Heeswijk: westelijke toegang tot het weiland met de kas (voormalige moestuin)                        | Tuin, park en plantsoen   | 1850-1900                         |                  | Kasteel bij 4          | 51° 39' 22" NB, 5° 26' 20" OL | 511901 | Meer afbeeldingen                 |
| Heeswijk: twee hekpijlers bij de ingang van de beukenlaan (nabij de Gouverneursweg)                  | Tuin, park en plantsoen   | 1875-1900                         |                  | Kasteel bij 4          | 51° 39' 26" NB, 5° 26' 41" OL | 511902 | Meer afbeeldingen                 |
| Heeswijk: hekwerk van het weiland voor het kasteel                                                   | Tuin, park en plantsoen   | begin 20e eeuw                    |                  | Kasteel bij 4          | 51° 39' 19" NB, 5° 26' 29" OL | 511903 | Meer afbeeldingen                 |
| Heeswijk: hardstenen zuil                                                                            | Tuin, park en plantsoen   | 1575-1600                         |                  | Kasteel bij 4          | 51° 39' 19" NB, 5° 26' 28" OL | 511904 | Meer afbeeldingen                 |
| Heeswijk: los klein element langs toegangspad                                                        | Tuin, park en plantsoen   | derde kwart 19e eeuw              |                  | Kasteel bij 4          | 51° 39' 20" NB, 5° 26' 28" OL | 511905 | Meer afbeeldingen                 |
| Heeswijk: poort van de boomgaard bij Looz-corswaremhoeve                                             | Tuin, park en plantsoen   | 19e eeuw                          |                  | Kasteel bij 4          | 51° 39' 22" NB, 5° 26' 14" OL | 511906 | Meer afbeeldingen                 |
| Heeswijk: twee bakstenen sokkels                                                                     | Tuin, park en plantsoen   | 1875-1900                         |                  | Kasteel bij 4          | 51° 39' 18" NB, 5° 26' 5" OL  | 511907 | Meer afbeeldingen                 |
| Heeswijk: twee gemetselfde pijlers met natuustenen leeuwen nabij de Zuid-Willemsvaart                | Tuin, park en plantsoen   | ca. 1900                          |                  | Kasteel bij 4          | 51° 39' 3" NB, 5° 26' 20" OL  | 511908 | Meer afbeeldingen                 |
| Heeswijk: twee kanonslopen                                                                           | Tuin, park en plantsoen   | 1800-1900                         |                  | Kasteel bij 4          | 51° 39' 2" NB, 5° 26' 20" OL  | 511909 | Upload foto                       |
| Heeswijk: twee kanonslopen                                                                           | Tuin, park en plantsoen   | 17e eeuw                          |                  | Kasteel bij 4          | 51° 39' 31" NB, 5° 26' 22" OL | 511910 | Meer afbeeldingen                 |
| Heeswijk: markerend element                                                                          | Tuin, park en plantsoen   | 18e-19e eeuw                      |                  | Kasteel bij 4          | 51° 39' 18" NB, 5° 26' 26" OL | 511911 | Meer afbeeldingen                 |
| Heeswijk: elementen rechts naast toegang kasteel                                                     | Tuin, park en plantsoen   | 18e-19e eeuw                      |                  | Kasteel bij 4          | 51° 39' 19" NB, 5° 26' 27" OL | 511912 | Meer afbeeldingen                 |
| Heeswijk: elementen voor het kasteel op het pad                                                      | Tuin, park en plantsoen   | 18e-19e eeuw                      |                  | Kasteel bij 4          | 51° 39' 19" NB, 5° 26' 25" OL | 511913 | Meer afbeeldingen                 |
| Heeswijk: zuilschacht                                                                                | Tuin, park en plantsoen   | 17e eeuw                          |                  | Kasteel bij 4          | 51° 39' 20" NB, 5° 26' 32" OL | 511914 | Meer afbeeldingen                 |
| Heeswijk: element rechts nabij kasteel                                                               | Tuin, park en plantsoen   | 16e eeuw                          |                  | Kasteel bij 4          | 51° 39' 20" NB, 5° 26' 27" OL | 511915 | Upload foto                       |
| Heeswijk: toegangshek aan de zuidelijke oprijlaan tussen het kasteel en de Zuid-Willemsvaart         | Tuin, park en plantsoen   | tweede kwart 18e eeuw (smeedwerk) |                  | Kasteel bij 4          | 51° 39' 16" NB, 5° 26' 25" OL | 511916 | Meer afbeeldingen                 |
| Heeswijk: brug tussen kasteel en Zuid-Willemsvaart                                                   | Tuin, park en plantsoen   | 1180-1900                         |                  | Kasteel bij 4          | 51° 39' 17" NB, 5° 26' 25" OL | 511917 | Meer afbeeldingen                 |
| Heeswijk: vier marmeren zuilschachten, afkomstig van het altaar van het Sint Janskathedraal          | Tuin, park en plantsoen   | 1620                              | Joris Duer       | Kasteel bij 4          | 51° 39' 18" NB, 5° 26' 23" OL | 511918 | Meer afbeeldingen                 |
| Kilsdonkse Molen                                                                                     | Industrie- en poldermolen | 1842                              |                  | Kilsdonkseweg 4-6      | 51° 38' 14" NB, 5° 30' 15" OL | 514732 | Meer afbeeldingen                 |
| Abdij van Berne: poort met brug                                                                      | Fort, vesting en -onderdl | 1934                              | H.W. Valk        | Abdijstraat 49         | 51° 39' 17" NB, 5° 28' 20" OL | 520572 | Meer afbeeldingen                 |
| Abdij van Berne: kloostergebouw                                                                      | Klooster, kloosteronderdl | 1869-1870                         |                  | Abdijstraat 49         | 51° 39' 17" NB, 5° 28' 20" OL | 520573 | Meer afbeeldingen                 |
| Abdij van Berne: abdijkerk                                                                           | Kerk en kerkonderdeel     | 1881                              |                  | Abdijstraat 49         | 51° 39' 17" NB, 5° 28' 20" OL | 520574 | Meer afbeeldingen                 |
| Winkel/woonhuis met aangebouwd bedrijfsgedeelte en een smeedijzeren travalje                         | Winkel                    | 1890                              |                  | Abdijstraat 45         | 51° 39' 17" NB, 5° 28' 9" OL  | 520578 | Meer afbeeldingen                 |
| Mausoleum of familiegraf                                                                             | Begraafplaats en -onderdl | 1922                              |                  | Willibrorduskerk (bij) | 51° 39' 7" NB, 5° 28' 3" OL   | 520584 | Meer afbeeldingen                 |
| Abdij van Berne: oudste kloostergebouw                                                               | Klooster, kloosteronderdl | 1857-1858                         |                  | Abdijstraat 49         | 51° 39' 20" NB, 5° 28' 26" OL | 525728 | Meer afbeeldingen                 |
| Abdij van Berne: voormalig gymnasium                                                                 | Klooster, kloosteronderdl | 1881                              |                  | Abdijstraat 49         | 51° 39' 20" NB, 5° 28' 26" OL | 525734 | Meer afbeeldingen                 |

## Dinther
Het dorp Dinther telt 13 inschrijvingen in het rijksmonumentenregister.
| Object | Oorspronkelijke functie? | Bouwjaar                                                                        | Architect | Locatie                        | Coördinaten?                  | Nr.?   | Afbeelding                    |
| --- | ------------------------ | ------------------------------------------------------------------------------- | --------- | ------------------------------ | ----------------------------- | ------ | ----------------------------- |
| Dwarshuis onder zadeldak tussen zijtopgevels                                                                                        | Woonhuis                 | 19e eeuw                                                                        |           | Den Dolvert 13                 | 51° 38' 44" NB, 5° 29' 13" OL | 21280  | Meer afbeeldingen             |
| Boerderij met rieten wolfdak en inspringend gedeelte aan de kopgevel, waarin de ingang, tezamen met een venster in een kozijn gevat | Boerderij                |                                                                                 |           | Heuvelstraat 7                 | 51° 42' 11" NB, 5° 33' 26" OL | 21281  | Meer afbeeldingen             |
| Nederlands Hervormde Kerk | Kerk en kerkonderdeel    | 1822                                                                            |           | Kerkstraat 2                   | 51° 38' 47" NB, 5° 29' 12" OL | 21283  | Meer afbeeldingen             |
| Nederlands Hervormde Pastorie | Kerkelijke dienstwoning  | vroeg 19e eeuw                                                                  |           | Kerkstraat 4                   | 51° 38' 47" NB, 5° 29' 12" OL | 21284  | Meer afbeeldingen             |
| Boerderij onder een met riet en pannen gedekt wolfdak                                                                               | Boerderij                | eerste helft 19e eeuw                                                           |           | Koffiestraat 1A                | 51° 39' 15" NB, 5° 29' 17" OL | 21285  | Meer afbeeldingen             |
| Boerderij van het Kempische langgeveltype, met zadeldak tussen topgevels                                                            | Boerderij                |                                                                                 |           | Heuvelstraat 10                | 51° 39' 2" NB, 5° 29' 23" OL  | 21287  | Meer afbeeldingen             |
| Heilig Hartbeeld | Gedenkteken              | 1927                                                                            |           | Zuidz.grasv. Den Dolvert (bij) | 51° 42' 48" NB, 5° 31' 20" OL | 520580 | Meer afbeeldingen             |
| Woonhuis in Eclectische stijl | Woonhuis                 | 17e of 18e eeuw (kern) 1890-1900 (bouw) 1948 (verb./uitbr.) 1970 (verb./uitbr.) |           | Den Dolvert 5                  | 51° 38' 42" NB, 5° 29' 17" OL | 520581 | Woonhuis in Eclectische stijl |
| Sint-Servatiuskerk | Kerk en kerkonderdeel    | 1877-1879                                                                       | J. Werten | St. Servatiusstraat 1          | 51° 38' 52" NB, 5° 28' 53" OL | 520589 | Meer afbeeldingen             |
| Zwanenburg: hoofdgebouw | Kasteel, buitenplaats    | 16e/17e/19e eeuw                                                                |           | Zwanenburgseweg 8              | 51° 38' 5" NB, 5° 30' 54" OL  | 528235 | Meer afbeeldingen             |
| Zwanenburg: tuin en parkaanleg | Tuin, park en plantsoen  | 19e eeuw                                                                        |           | Zwanenburgseweg bij 8          | 51° 38' 8" NB, 5° 30' 45" OL  | 528236 | Meer afbeeldingen             |
| Zwanenburg: hekpalen | Erfscheiding             | begin 19e eeuw                                                                  |           | Zwanenburgseweg bij 8          | 51° 38' 7" NB, 5° 30' 43" OL  | 528237 | Meer afbeeldingen             |
| Zwanenburg: hekpijlers | Erfscheiding             | 1951 (geplaatst)                                                                |           | Zwanenburgseweg bij 8          | 51° 38' 7" NB, 5° 30' 43" OL  | 528238 | Meer afbeeldingen             |